# Mehmed Refik Hadžiabdić
Mehmed Refik ef. Hadžiabdić (Rogatica, 1814. – Istanbul, 18. travnja 1871.), bio je 148. šejh-ul-islam u Osmanskom Carstvu.

## Životopis
Rođen je u Rogatici u obitelji Ali-ef. kao unuk Hadži Abdulaha po komjem je ova obitelj dobila prezime. U rodnom mjestu završava osnovno obrazovanje, a potom nastavlja školovanje pod okriljem svog rođaka Mustafe ef. Gloce. Jedan dio obrazovanja završava i u Travniku, a potom se upućuje u Sarajevo kako bi nastavio školovanje u Gazi Husrev-begovoj medresi. U Sarajevu ga zapaža kadija Husein ef. Spartalija, koji ga odvodi u Istanbul. U ovom gradu završava visoke škole i službuje po mnogim mjestima. U Damasku proučava islamski misticizam, a potom se vraća u Istanbul. Dana 9. kolovoza 1866., imenovan je za šejh-ul-islama Osmanskog Carstva, na tom je položaju ostao do 30. travnja 1868. godine. Preminuo je 18. travnja 1871. u Istanbulu i pokopan je u blizini turbeta sultana Mehmeda II. U rodnoj Rogatici, izgradio je osnovnu školu i džamiju.
Mehmed Refik ef. Hadžiabdić je bio jedan od dva Bošnjaka, koja su u Osmanskom Carstvu izabrana na položaj šejh-ul-islama.

## Vanjske poveznice
- Bošnjački šejhul-islam Refik efendi Hadžiabdić  Arhivirana inačica izvorne stranice od 22. rujna 2019. (Wayback Machine)
- Šejhul-islam iz Bosne: Mehmed Refik ef. Hadžiabdić